# Lac de l'Aóos
Le lac de l'Aóos, en grec moderne : Λίμνη Αώου ou lac des sources de l'Aóos (grec moderne : Λίμνη Πηγών Αώου), est un lac artificiel du district régional d'Ioánnina de l'Épire en  Grèce. Il est créé au nord-est de la ville de Metsovo après la construction d'un barrage sur le fleuve Aóos. Il est classé comme paysage d'une beauté naturelle exceptionnelle. Sa superficie est de 11,5 km2 et il est situé à une altitude de 1 350 m, ce qui en fait le grand lac le plus montagneux de Grèce. Sa construction commence en 1981 et s’achève en 1991. 
Le lac et ses abords sont sous la juridiction du fournisseur Dimósia Epichírisi Ilektrismoú. Le but de la construction du projet est d'exploiter une partie de l'eau des sources de l'Aóos pour la production d'électricité. Le projet a permis d'augmenter de 7 % la production potentielle hydroélectrique moyenne de la Grèce. Le lac de la centrale hydroélectrique des sources de l'Aóos est construit dans une zone à la végétation dense, où il n'y a pas d'activité humaine causant la pollution de l'eau. Les eaux du lac irriguent le plateau de Poliçan, en Albanie, où les habitants sont actifs dans le secteur primaire.